# 贯筋藤
贯筋藤（学名：Dregea sinensis var. corrugata）为夹竹桃科南山藤属苦绳的变种。分布在中国大陆的云南、陕西、四川、贵州、甘肃等地，多生长在山地灌木丛中，目前尚未由人工引种栽培。

## 别名
奶浆果（云南）；刀口药（四川）